# Cerco de Lérida
No cerco de Lérida de 29 de abril a 13 de maio de 1810, um exército imperial francês sob o comando de Louis Gabriel Suchet sitiou uma guarnição espanhola comandada por Jaime García Conde. Em 13 de maio, García Conde se rendeu com seus 7.000 soldados sobreviventes. Lleida (Lérida) é uma cidade da parte ocidental da Catalunha. Margalef está situada na Rota N-240 aproximadamente 10 km (6 mi) a sudeste de Lérida. O cerco aconteceu durante a Guerra Peninsular, parte das Guerras Napoleônicas.
Depois de uma tentativa infrutífera de tomar Valência em março, Suchet decidiu se mover contra Lérida. Na metade de abril, os franceses estavam antes da cidade. Suchet ouviu dizer que um exército espanhol liderado por Henry O'Donnell estava tentando interferir na operação planejada. A coluna de O'Donnell foi interceptada e na Batalha de Margalef em 23 de abril, foi derrotada com pesadas perdas. Esta ação foi seguida por um cerco no qual Suchet utilizou métodos brutais para trazer uma rendição rápida. Em 13 de maio, García Conde capitulou com seus 7.000 soldados sobreviventes. Este evento foi o começo de uma série surpreendente de cercos bem-sucedidos de 1810 a 1812, nos quais as tropas de Suchet pareciam invencíveis.

## Antecedentes
Em janeiro de 1810, o general de divisão Louis-Gabriel Suchet comandou o III Corpo de Exército francês, com três divisões de infantaria comandadas pelos generais de divisão Anne-Gilbert Laval e Louis François Félix Musnier, e pelo general de brigada Pierre-Joseph Habert. A 1ª Divisão de Laval contava com 4.290 militares em seis batalhões, a 2ª Divisão de Musnier contava com 7.173 homens em 11 batalhões e a 3ª Divisão de Habert contava com 4.329 soldados em sete batalhões. O general de brigada André Joseph Boussart liderou os 1.899 soldados da brigada de cavalaria do corpo. Estes foram divididos em dois regimentos excepcionalmente fortes, um pesado e um leve. O III Corpo também contava com 1.287 artilheiros, sapadores e outras tropas anexadas. O total de 23.140 militares de Suchet incluía 4.162 soldados em guarnições,  La Val, Musnier, Habert e Boussart. A fonte fornece os nomes completos e os postos dos generais.
Naquele mês, Suchet planejou avançar contra as cidades espanholas de Lérida e Mequinenza. No entanto, recebeu ordens expressas para avançar diretamente contra Valência. O rei José Bonaparte estava em vias de invadir a Andaluzia e acreditava que os exércitos espanhóis estavam à beira do colapso. Suchet obedeceu relutantemente à ordem do rei e seu exército alcançou os arredores de Valência em 6 de março. Sem artilharia de cerco e enfrentando um grupo determinado de defensores, o general francês recuou após bloquear a cidade por apenas quatro dias. De volta à sua base em Aragão, Suchet passou algumas semanas reprimindo guerrilheiros espanhóis antes de estar pronto para marchar sobre Lérida.
O exército de Suchet chegou à frente de Lérida em 15 de abril. Os 13.000 soldados franceses foram organizados em 18 batalhões e oito esquadrões, equipados com 30 peças de artilharia. A 2ª Divisão de Musnier incluía três batalhões de cada um dos 114º, 115º e 121º Regimentos de Infantaria de Linha, dois batalhões da 1ª Legião do Vístula e duas baterias de artilharia a pé. A 3ª Divisão de Habert compreendia dois batalhões de cada um dos 5º e 116º Regimentos de Infantaria Leve, três batalhões da 117ª Linha e duas baterias de artilharia a pé. A cavalaria de Boussart era composta pelos 4º Regimento de Hussardos e pelo 13º Regimento de Couraceiros, além de uma bateria de artilharia a cavalo. A fortaleza de Lérida estava armada com 105 canhões. O Major-General Jaime García Conde liderou os 8.000 defensores espanhóis, incluindo 350 artilheiros. Em setembro de 1809, García Conde liderou com sucesso um comboio de reabastecimento de 4.000 homens durante o Cerco de Girona. Durante a operação, ele rompeu os defensores italianos e entregou suprimentos e reforços antes de escapar.

## Batalha de Margalef

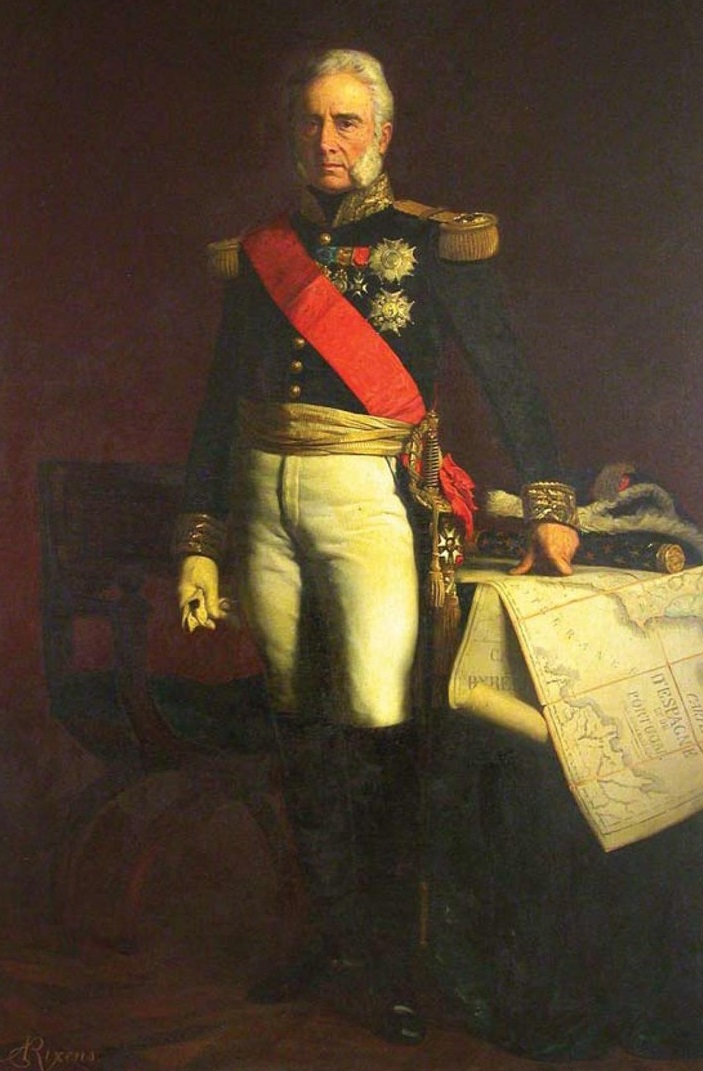
Jean Isidore Harispe. A gravura mostra um homem de cabelos ondulados e costeletas compridas olhando diretamente para o observador. Ele veste um uniforme militar escuro com mechas de renda dourada.

Enquanto Suchet se preparava para atacar Lérida, recebeu informações de que uma coluna de reforços se dirigia à cidade. Determinado a interceptar essa força, Suchet partiu com a divisão de Musnier. Após horas de buscas inúteis, os franceses retornaram a Lérida e acamparam a 5 km da cidade na noite de 22 de abril. Sem o conhecimento de Suchet, o exército de reforços do Major-General Henry O'Donnell, 1º Conde de la Bisbal, havia acampado nas proximidades. A força espanhola contava com 7 a 8 mil soldados, incluindo 300 de cavalaria e seis canhões. A divisão de Musnier contava com todos os seus componentes, exceto a 121ª Linha, contando com 5.500 homens. Além disso, havia 500 soldados do 4º Regimento de Hussardos e do 13º Regimento de Couraceiros.
Em 23 de abril, a divisão da frente de O'Donnell, sob o comando do Major-General Miguel Ibarrola González, esbarrou na pequena força francesa do General de Brigada Jean Isidore Harispe a leste de Lérida. Harispe conseguiu conter a coluna espanhola numericamente superior até a divisão de Musnier aparecer em cena. Ibarrola imediatamente recuou apressadamente, com Musnier em seu encalço. No vilarejo de Margalef, os espanhóis tentavam repelir os franceses quando o 13º de Couraceiros atacou seu flanco. A divisão de Ibarrola se desintegrou enquanto a cavalaria pesada golpeava e retalhava os soldados de infantaria em fuga. Assim que a carnificina terminou, O'Donnell apareceu com sua segunda divisão. O general espanhol recuou rapidamente, mas a cavalaria francesa logo estava no encalço de seus soldados. Novamente, os Couraceiros alcançaram os espanhóis e avançaram pela retaguarda deles, causando mais baixas.
Em Margalef, O'Donnell perdeu 500 homens, entre mortos e feridos. Além disso, os franceses vitoriosos capturaram 2.500 prisioneiros, três canhões e quatro bandeiras. Os franceses perderam 100 homens, todos do 13º Regimento de Couraceiros. A infantaria estava presente, mas não se envolveu na luta.  Um relato afirma que 3.000 espanhóis foram capturados e que as perdas francesas foram de 120 homens. 

## Cerco

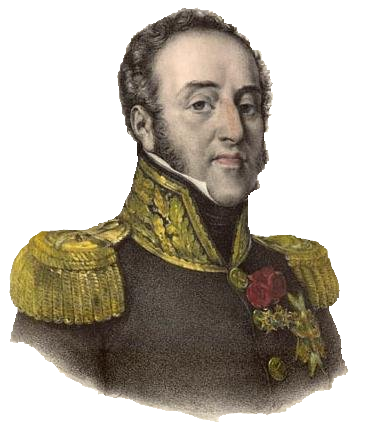
Louis Gabriel Suchet. O retrato mostra um homem de aparência altiva, barbeado, com longas costeletas e entradas no cabelo. Ele veste um uniforme militar escuro com dragonas douradas e gola alta adornada com renda dourada.

Depois de se livrar do exército de socorro de O'Donnell, Suchet atacou Lérida e exigiu a rendição da cidade, mas García Conde recusou sua convocação. A cidade ficava na margem oeste do Rio Segre com uma cabeça de ponte na margem leste. Uma colina ao norte era coroada pela cidadela, enquanto o Forte Garden e dois redutos estavam localizados em uma colina ao sul. A muralha norte, entre a cidadela e o Segre, era particularmente frágil. Suchet posicionou os homens de Musnier e a maioria de sua cavalaria na margem leste para vigiar qualquer força de socorro. As tropas de Habert enfrentaram as muralhas norte e oeste na margem oeste. Uma ponte temporária conectava as duas partes do corpo sitiante. O cerco formal começou em 29 de abril. Suchet levantou seu trem de cerco e em 7 de maio colocou uma bateria de canhões pesados em ação. 
As defesas de Lérida não foram páreo para a artilharia de Suchet. Os canhões franceses dispararam contra os bastiões de Carmen e Magdelena, causando sérios danos. Em seis dias, os canhões de cerco abriram uma brecha na muralha. Enquanto isso, os franceses atacaram os fortes na colina ao sul. Após uma repulsão, os franceses invadiram os dois redutos na noite de 12 a 13 de maio. No final do dia 13 de maio, colunas de assalto avançaram sobre a brecha e a tomaram. Os defensores haviam construído uma nova linha atrás da brecha, mas os franceses também superaram essas defesas. Diante disso, García Conde ordenou que seus soldados recuassem para o Castelo de La Suda, citadela de Lérida.
Sem demonstrar escrúpulos morais, Suchet ordenou que seus soldados conduzissem a população civil para debaixo dos muros do castelo. Qualquer pessoa que resistisse era imediatamente assassinada pelos soldados franceses. Depois que o comandante espanhol admitiu os não combatentes na citadela, os franceses começaram um bombardeio de alto ângulo contra o castelo, usando obuses e morteiros. Esses mataram a maioria dos 500 civis que morreram durante o cerco. Horrorizado com o massacre enquanto os projéteis explodiam e atingiam soldados e civis, García Conde pediu termos de rendição ao meio-dia de 14 de maio. A rendição resultou em 7.000 soldados espanhóis como prisioneiros. Durante o cerco, a guarnição espanhola sofreu 1.700 mortos e feridos. Entre os troféus franceses estavam seis generais, 307 oficiais e 105 peças de artilharia. As baixas francesas somaram cerca de 1.000 mortos e feridos.

## Consequências
A tomada de Lérida foi o início de uma série notável de cercos bem-sucedidos do exército aparentemente invencível de Suchet. O III Corpo iniciou o Cerco de Mequinenza em 15 de maio de 1810 e o local caiu em 5 de junho. O Cerco de Tortosa terminou em 2 de janeiro de 1811, quando o general Miguel de Lili e Idiáquez, o conde de Alacha, capitulou com 3.974 sobreviventes, 182 canhões e nove bandeiras. Suchet seguiu esse sucesso com o Cerco de Tarragona. Após um ataque decisivo em 28 de junho, o Tenente-General Juan Senen de Contreras foi capturado e sua grande guarnição foi aniquilada. Por essa vitória, Napoleão Bonaparte fez de Suchet Marechal da França.
Imediatamente após o triunfo de Suchet na Batalha de Sagunto, em 25 de outubro de 1811, a fortaleza de Sagunto rendeu-se. Isso foi seguido pelo maior golpe de Suchet de todos os tempos. O Cerco de Valência terminou quando o Capitão General Joaquin Blake y Joyes capitulou com 16.270 homens, em 9 de janeiro de 1812. Logo depois, as fortalezas de Dénia e Peníscola se submeteram aos franceses, tornando Suchet o mestre da província de Valência.

## External links
- Media relacionados com Cerco de Lérida no Wikimedia Commons